# 림주성
림주성(林柱成, 1995년 10월 31일~)은 조선민주주의인민공화국의 수영 선수이다. 2012년 런던 하계 패럴림픽에서 조선민주주의인민공화국 최초로 패럴림픽에 단독 대표로 출전했다.